# Unidos dos Morros
Grêmio Recreativo Cultural e Escola de Samba Unidos dos Morros, também conhecida simplesmente por Unidos dos Morros, é uma escola de samba de Santos.

## Presidentes
| Nome                  | Mandato        | Ref.  |
| --------------------- | -------------- | ----- |
| Fábio Marques Tavares | ? - atualidade | [ 1 ] |

## Diretores
| Ano  | Diretor de Carnaval | Diretor geral de harmonia | Mestre de bateria | Ref.  |
| ---- | ------------------- | ------------------------- | ----------------- | ----- |
| 2014 |                     |                           | Daniel            |       |
| 2015 |                     |                           | Daniel            |       |
| 2016 |                     |                           | Daniel            |       |
| 2017 |                     |                           | Daniel            | [ 2 ] |
| 2018 |                     |                           | Daniel            |       |
| 2019 |                     |                           | Daniel            |       |
| 2020 |                     |                           | Daniel            |       |
| 2023 |                     |                           | Daniel            |       |
| 2024 |                     |                           | Daniel            |       |
| 2025 |                     |                           | Daniel            |       |

## Comissão de Frente
| Coreógrafo (a) | Período           | Ref.  |
| -------------- | ----------------- | ----- |
| Renata Pacheco | 2006 - atualmente | [ 2 ] |

## Mestre-sala e Porta-bandeira
| Período       | Casal                                | Ref. |
| ------------- | ------------------------------------ | ---- |
| 2011          | Serginho Zimbauê e Vanessa           |      |
| 2012 até 2020 | Renatinho Trindade e Fabíola Pereira |      |
| 2023          | Edgar Carobina e Laís Moreira        |      |
| 2024          | Edgar Carobina e Laís Moreira        |      |
| 2025          | Renatinho Trindade e Fabíola Pereira |      |

## Corte de bateria
| Ano  | Rainha           | Madrinha       | Ref.  |
| ---- | ---------------- | -------------- | ----- |
| 2014 | Danielle Santana | Michelle Mibow |       |
| 2015 | Cláudia Valéria  | Michelle Mibow | [ 2 ] |
| 2016 | Simone Caldas    | Michelle Mibow |       |
| 2017 | Vânia Hak        | Michelle Mibow |       |
| 2018 | Vânia Hak        | Michelle Mibow |       |
| 2019 | Vânia Hak        | Michelle Mibow |       |
| 2020 | Camila Silva     | Michelle Mibow |       |
| 2022 | Vânia Hak        |                |       |
|      |                  |                |       |
|      |                  |                |       |

## Carnavais
| Ano                                                                       | Colocação | Grupo    | Enredo | Carnavalesco         | Intérprete                      | Ref               |
| ------------------------------------------------------------------------- | --------- | -------- | --- | -------------------- | ------------------------------- | ----------------- |
| 1979                                                                      | 4º. Lugar | grupo 2  | Nossos morros, um passado de glórias e tradições na história de Santos |                      |                                 |                   |
| 1980                                                                      | 2º. Lugar | grupo 2  | Afoxé |                      |                                 |                   |
| 1981                                                                      | 5º. Lugar | grupo 2  | No reino das águas claras! |                      |                                 |                   |
| 1982                                                                      | Campeã    | grupo 2  | História, lendas e tradições do Rio São Francisco! |                      |                                 |                   |
| 1983                                                                      | 6º. Lugar | grupo 1  | Sinfonia brasileira de Heitor Villa Lobos |                      |                                 |                   |
| 1984                                                                      | 5º. Lugar | grupo 1  | Um sonho encantado com a mãe natureza. |                      | Joca do Morro                   |                   |
| 1985                                                                      | 6º. Lugar | grupo 1  | Quem não acredita é isso aí! |                      | Joca do Morro                   |                   |
| 1986                                                                      | 5º. Lugar | grupo 1  | O bem-me-quer, mal-me-quer dos grandes amores. |                      | Joca do Morro                   |                   |
| 1987                                                                      | 9º. Lugar | grupo 1  | A noite em que a Unidos exportou o "Sambrasileirando". |                      | Joca do Morro                   |                   |
| 1988                                                                      | 3º. Lugar | grupo 2  | 100 anos de Luz! |                      |                                 |                   |
| 1989                                                                      | 3º. Lugar | grupo 2  | Quem pode banca, quem não pode dança! |                      |                                 |                   |
| 1990                                                                      | 4º. Lugar | grupo 2  | Morro nosso de cada dia. |                      |                                 |                   |
| 1991                                                                      | 3º. Lugar | grupo 2  | E por falar em Brasil, o que é bom já nasce feito! |                      |                                 |                   |
| 1992                                                                      | Campeã    | grupo 2  | Do sonho à realidade! |                      |                                 |                   |
| 1993                                                                      | 7º. Lugar | grupo 1  | Brilhante caminhada, magnífico por excelência! |                      |                                 |                   |
| 1994                                                                      | 6º. Lugar | grupo 1  | Dá um beijinho aí! |                      |                                 |                   |
| 1995                                                                      | 6º. Lugar | grupo 1  | Rio de Janeiro, viagem maravilhosa! |                      |                                 |                   |
| 1996                                                                      | 6º. Lugar | grupo 1  | Sou samba, sou luz, sou vedete, lá vou eu pintando o sete! |                      |                                 |                   |
| 1997                                                                      | 6º. Lugar | grupo 1  | Hoje vale tudo... nem tudo, quase tudo! |                      |                                 |                   |
| 1998                                                                      | 4º. Lugar | grupo 1  | Tá na boca do povo! |                      |                                 |                   |
| 2000                                                                      | 7º. Lugar | grupo 1  | Hu Lala Paris. Ôba Brasil! É festa, é show, é carnaval 2000! |                      |                                 |                   |
| 2006                                                                      | 5º. Lugar | Especial | Justo equilíbrio, o tal Lord Girassol! (Compositores: Rubens Gordinho, Celso Tom Maior, Clayton e David)                                                                               |                      | Manoel                          |                   |
| 2007                                                                      | 6º. Lugar | Especial | Um lindo dia de domingo! (Compositores: Cabelo, Celso Tom Maior, Daniel, Dukinha da Ladeira, Fábio Alemão, J. Pacheco e Nikinha)                                                       | De Souza             | Manoel                          |                   |
| 2008                                                                      | 3º. Lugar | Especial | Quem tá fora entra, quem tá dentro não sai, somos todos iguais, vamos incluir! (Compositores: Cabelo, Celso Tom Maior, Fábio Alemão, Renato Hulk e Siri)                               | Roberto Peres        | Manoel                          |                   |
| 2009                                                                      | 6º. Lugar | Especial | Realizando sonhos, fazendo a roda da vida girar! (Compositores: Siri, Celso Tom Maior, Fábio Alemão, Cabelo, Renato Hulk, Nikinha e Santaninha)                                        |                      | Manoel                          |                   |
| 2010                                                                      | 7º. Lugar | Especial | Dos sonhos à magia! A Unidos canta e encanta, com a força da fé, que a todos contagia! (Compositores: Siri, Celso Tom Maior, Fábio Alemão, Nikinha, Cabelo, Junior e Renato Hulk)      |                      | Manoel                          |                   |
| 2011                                                                      | 2º. Lugar | Especial | Unidos na decolagem de um grande sonho, o Morro Canta Ozires Silva! (Compositores: Cabelo, Celso Tom Maior, Fábio Alemão, Hulk, Rubens Gordinho e Siri)                                | Ronaldo Cosmo        | Baby                            | [ 3 ] [ 4 ]       |
| 2012                                                                      | 2º. Lugar | Especial | Unidos, ao sabor do café. Paulo Gomes Barbosa, uma história de vida, luta e fé! (Compositores: Rubens Gordinho, Celso Tom Maior, Fábio Alemão, Renato Hulk, Cabelo, Siri e Nikinha)    | Comissão de Carnaval | Baby                            |                   |
| 2013                                                                      | -         | Especial | Nas águas claras da reflexão, no abraço verde da imensidão... o Morro clama a Preservação! (Compositores: Rubens Gordinho, Celso Tom Maior, Fábio Alemão, Renato Hulk e Baby)          | Comissão de Carnaval | Baby                            |                   |
| 2014                                                                      | Campeã    | Especial | Pé na estrada! O morro vai viajar pelos caminhos da Serra do Mar! (Compositores: Rubens Gordinho, Celso Tom Maior, Fábio Alemão, Renato Hulk, Nikinha, Cabelo e Zé Roberto)            | Comissão de Carnaval | Baby                            |                   |
| 2015                                                                      | 2º. Lugar | Especial | Mostrei ao mundo o meu valor. A voz do morro sou eu mesmo sim senhor! (Compositores: Rubens Gordinho, Fábio Alemão, Siri, Renato Hulk e Jota R)                                        | Dione Leite          | Baby                            | [ 2 ]             |
| 2016                                                                      | Campeã    | Especial | O Morro dá uma Volta nos Tempos Atrás para Falar de Santos, dos Antigos Carnavais (Compositores: Celso Tom Maior, Nikinha, Renato Hulk, Fábio Alemão, Leandro Paçoca, Índio e Cabelo.) | Comissão de Carnaval | Leandro Paçoca                  | [ 1 ] [ 5 ] [ 6 ] |
| 2017                                                                      | 3º. Lugar | Especial | Morro de saudade, morro de beleza, Unidos com certeza no centenário da Briosa Portuguesa                                                                                               | Comissão de Carnaval | Baby                            |                   |
| 2018                                                                      | 3º Lugar  | Especial | Bem-me-quer, mal-me-quer. Grande amores da história | Comissão de Carnaval | Baby                            |                   |
| 2019                                                                      | 3º lugar  | Especial | Da Ilha de lá , ao morro de cá, Aroldo Melodia, a voz que fez o povo sonhar (Compositores: Rubens Gordinho / Fábio Alemão / Ito Melodia / Renato Hulk / Nikinha / Junior Bicalho)      | Comissão de Carnaval | Ito Melodia e Gustavinho        |                   |
| 2020                                                                      | Campeã    | Especial | A beleza de ser um eterno aprendiz. (Compositores:Cabelo / Celso Tom Maior / Da Rima / Diegues / EDINHO RIBEIRO / Gian / Marcio (Índio) / Nikinha / Renato Hulk / Zé Robertto)         | Igor Carneiro        | Ito Melodia e Primo do Pandeiro |                   |
| Os desfiles de 2021 e 2022 foram cancelados devido a pandemia do covid-19 |           |          | |                      |                                 |                   |
| 2023                                                                      | Campeã    | Especial | Desce o Morro construindo história - Armenio Mendes, o empreendedor de sonhos. | Igor Carneiro        | Ito Melodia e Primo do Pandeiro |                   |
| 2024                                                                      | Campeã    | Especial | La em Peruíbe, Reza a Lenda Que... | Igor Carneiro        | Ito Melodia e Thiaguinho        |                   |
| 2025                                                                      | 3º lugar  | Especial | QUEM TE VIU QUER "TV" Cultura, Educação e Samba no Pé ! | Igor Carneiro        | Ito Melodia                     |                   |

## Títulos
|  | Grupo    | Títulos | Vitórias                      |
|  | Especial | 5       | 2014, 2016, 2020, 2023 e 2024 |
|  | grupo 2  | 2       | 1982, 1992                    |